# Svédország tartományai

Tartományok a mai Svédország területén

Svédország tartományai (svédül: landskap) történelmi, földrajzi és kulturális egységek. Az ország jelenlegi területe 25 tartományra oszlik, amelyek a kulturális azonosságtudat részét képezik, de közigazgatási jelentőségük már nincsen.
A jelenlegi tartományok közül a legtöbb működő közigazgatási egység volt Svédországban 1634-ig, amikor felváltották őket a megyék (svédül: län). Némely tartományokat később hódítottak el a svédek Dánia–Norvégiától, míg másokat (mint Finnország történelmi tartományait) elveszítettek. Lapplandot kolonizáció útján szerezték meg.

## Történelem
A tartományi felosztás az egykori kiskirályságokig nyúlik vissza, amelyek a Kalmari unió megkötése során fokozatosan a svéd király uralma alá kerültek. Az 1360-as évekig, VII. Magnus norvég király uralkodásáig minden ilyen terület saját törvényekkel és saját gyűléssel rendelkezett, és lényegében önmagukat kormányozták. A régi tartományok ezután hercegségi rangban maradtak, míg az újonnan meghódítottakat jelentőségüktől függően hercegségként vagy grófságként csatolták az országhoz.
A kalmari unió 1523-as szétválása utáni hódítások közül csak néhány tagozódott be tartományként az ország területébe. A legtartósabb hódításoknak az 1658-as roskildei béke keretében megszerzett, addig Dániához (Skåne, Blekinge, Halland és Gotland) illetve Norvégiához (Bohuslän, Jämtland és Härjedalen) tartozó területek bizonyultak, amelyek fokozatosan integrálódtak Svédországba. Más külföldi területek domíniumként tartoztak a svéd korona alá, egyes esetekben akár két vagy három évszázadig. Norvégia 1814 és 1905 között perszonálunióban volt Svédországgal, de soha nem lett annak szerves része.
Finnország elvesztése miatt Västerbotten tartománynak is csak egy része maradt a svédeknél, amely Norrbotten néven megyei rangot kapott, és külön tartományként is elismerték – címert azonban csak 1995-ben kapott.

## Felosztás
Svédország történelmileg négy országrészre oszlott, melyek a következők voltak:
- Götaland - kék árnyalatok (a mai Svédország területén)
- Svealand - sárga árnyalatok (a mai Svédország területén egy tartomány kivételével)
- Norrland - barna árnyalatok (a mai Svédország és Finnország területén)
- Österland (a mai Finnország területén)

### Götaland
Götaland a következő tíz tartományból állt (mindegyikük a mai Svédországban található):
| - Blekinge - Bohuslän - Dalsland - Gotland - Halland - Skåne - Småland - Västergötland - Öland - Östergötland | Blekinge · Bohuslän · Dalsland · Gotland · Halland · Skåne · Småland · Västergotland · Öland · Östergötland |

### Svealand
Svealand a következő hét tartományból állt (Åland kivételével mindegyikük a mai Svédországban található):
| - Dalarna - Närke - Södermanland - Uppland - Värmland - Västmanland - Åland (Finnország) | Dalarna · Närke · Södermanland · Uppland · Värmland · Västmanland · Åland |

### Norrland
Norrland a következő kilenc tartományból állt, amelyből Västerbotten és Lappland tartományokat a mai Svédország és Finnország között osztottak fel, Österbotten a mai Finnország, a többi pedig Svédország területén található:
| - Gästrikland - Hälsingland - Härjedalen - Jämtland - Lappland - Medelpad - Norrbotten - Västerbotten (a 20. században vált el tőle Norrbotten) - Ångermanland - Österbotten (Finnország) | Gästrikland · Hälsingland · Härjedalen · Jämtland · Lappland · Medelpad · Norrbotten · Västerbotten · Ångermanland · Österbotten |

### Österland
Österland a következő hét tartományból állt (Ingermanland kivételével mindegyikük a mai Finnországban található):
| - Egentliga Finland (Tényleges Finnország) - Ingermanland (1721 óta Oroszország része) - Karélia - Nyland - Norra Finland - Savolaks - Tavastland | Engentliga Finland · Karelen · Nyland · Norra Finland · Savolax · Tavastland |

## Címerek
Elsőként 1560-ban, I. Gusztáv svéd király temetésekor állították ki együtt 23 tartomány címerét (a mai címerek korai változatait), melyek közül sokat ebből az alkalomból rajzoltak meg és adományoztak a megyéknek. Ezek közül azóta néhányat lecseréltek, de több másik is tartalmaz új elemeket, amelyek főleg a 19. századi nemzeti romantika idejéből származnak.
Svédország és Finnország szétválása után a címertani hagyományok is különváltak. Egy 1884-es döntés óta minden svéd tartomány hercegi koronát visel, míg a finn címerek különbséget tesznek a hercegi és grófi korona között. Tovább bonyolítja a helyzetet, hogy a finn hercegi és grófi koronák a svéd grófi és bárói koronákhoz hasonlítanak. Lappland tartomány kettéosztása szükségessé tette a megkülönböztetést a svéd és finn címerek között.

### Lásd még
- Svédország megyéi
- Finnország történelmi tartományai

## Fordítás
- Ez a szócikk részben vagy egészben a Provinces of Sweden című angol Wikipédia-szócikk ezen változatának fordításán alapul.  Az eredeti cikk szerkesztőit annak laptörténete sorolja fel. Ez a jelzés csupán a megfogalmazás eredetét és a szerzői jogokat jelzi, nem szolgál a cikkben szereplő információk forrásmegjelöléseként.